# المسايل (الكويت)
المسايل منطقة سكنية من مناطق محافظة مبارك الكبير في الكويت. يحد هذه المنطقة من الشمال ضاحية صباح السالم ومن الجنوب الفنيطيس، ويحدها غرباً منطقة العدان بينما شرقاً يحدها المسيلة. سميت بهذا الاسم لكثرة سيول الأمطار التي تتجمع فيها. كانت أغلبية الأراضي عبارة عن مزارع للماشية وكانت الأراضي تابعة لمنطقة المسيلة. وتنقسم المنطقة جغرافيًا إلى خمسة قطع. تم تغيير الاسم بعد قرار المجلس البلدي الصادر في يوليو عام 2011 بتغيير اسم المنطقة من المسيلة (شرق القرين) إلى المسايل. وتعتبر منطقة المسايل من المناطق الحديثة والنموذجية وبها 284 وحدة سكنية. وما تزال المنطقة قيد الإنشاء.